# Welterbe in Kap Verde

Zum Welterbe in Kap Verde gehört (Stand 2018) eine UNESCO-Welterbestätte des Weltkulturerbes. Kap Verde ist der Welterbekonvention 1988 beigetreten, die bislang einzige Welterbestätte wurde 2009 in die Welterbeliste aufgenommen.

## Welterbestätten
Die folgende Tabelle listet die UNESCO-Welterbestätten in Kap Verde in chronologischer Reihenfolge nach dem Jahr ihrer Aufnahme in die Welterbeliste (K – Kulturerbe, N – Naturerbe, K/N – gemischt, (G) – auf der Liste des gefährdeten Welterbes).
| Bild             | Bezeichnung                                                  | Jahr | Typ | Ref. | Beschreibung                                                                                |
| ---------------- | ------------------------------------------------------------ | ---- | --- | ---- | ------------------------------------------------------------------------------------------- |
| (weitere Bilder) | Cidade Velha, historisches Zentrum von Ribeira Grande (Lage) | 2009 | K   | 1310 | Cidale Velha ist die ehemalige Hauptstadt von Kap Verde. Erbaut wurde die Siedlung ab 1492. |

## Tentativliste
In der Tentativliste sind die Stätten eingetragen, die für eine Nominierung zur Aufnahme in die Welterbeliste vorgesehen sind. Mit Stand 2018 sind acht Stätten in der Tentativliste von Kap Verde eingetragen, die letzte Eintragung erfolgte 2016. Die folgende Tabelle listet die Stätten in chronologischer Reihenfolge nach dem Jahr ihrer Aufnahme in die Tentativliste.
| Bild                                                               | Bezeichnung                                                        | Jahr | Typ | Ref. | Beschreibung |
| ------------------------------------------------------------------ | ------------------------------------------------------------------ | ---- | --- | ---- | --- |
| Historisches Zentrum von Vila Nova Sintra                          | Historisches Zentrum von Vila Nova Sintra                          | 2016 | K   | 6099 | |
| Naturpark Fogo - Chã das Caldeiras                                 | Naturpark Fogo - Chã das Caldeiras (Lage)                          | 2016 | N   | 6100 | Naturpark auf der Insel Fogo mit dem halbkreisförmigen Felskessel Chã das Caldeiras                                                 |
| Schutzgebiete der Insel Santa Luzia und der Inseln Branco und Raso | Schutzgebiete der Insel Santa Luzia und der Inseln Branco und Raso | 2016 | N   | 6101 | umfasst die unter Naturschutz stehenden unbewohnten Inseln Santa Luzia, Branco und Raso in der Inselgruppe der Ilhas de Barlavento. |
| (weitere Bilder)                                                   | Konzentrationslager Tarrafal (Lage)                                | 2016 | K   | 6102 | Das politische Gefängnis der Geheimpolizei PIDE des portugiesischen Estado Novo-Regimes (bis 1974).                                 |
| Historisches Zentrum von Praia                                     | Historisches Zentrum von Praia                                     | 2016 | K   | 6103 | Historisches Stadtzentrum auf dem Hochplateau der Hauptstadt Praia.                                                                 |
| Historisches Zentrum von São Filipe                                | Historisches Zentrum von São Filipe                                | 2016 | K   | 6104 | Das historische Zentrum der alten Stadt auf der Insel Fogo                                                                          |
| Naturpark Cova, Paul und Ribeira da Torre                          | Naturpark Cova, Paul und Ribeira da Torre                          | 2016 | N/K | 6105 | Naturpark auf der Insel Santo Antão                                                                                                 |
| (weitere Bilder)                                                   | Salinen von Pedra de Lume (Lage)                                   | 2016 | K/N | 6106 | Die bis 1984 betriebene Saline von Pedra de Lume.                                                                                   |